# Ежов, Николай Михайлович
Николай Михайлович Ежов (1862 — декабрь 1941) — русский прозаик, журналист.

## Биография
Из мещан. Учился в Московском архитектурном училище, в которое «был отдан 9-ти лет … Пробыл там года 4 с небольшим», затем в Строгановском училище, где начал писать стихи и рассказы, вместе с А. С. Лазаревым-Грузинским издавал рукописный журнал «Комета». После окончания училища (1881) несколько лет преподавал рисование и чистописание в городских училищах Дубно Волынской губернии и Брацлава Подольской губернии.
Ежов начал печататься в 1882 году в «Будильнике», «Стрекозе», «Развлечении», «Осколках» и других юмористических журналах. Первая выявленная публикация ― стихи «Саврасу» и «Тема» («Будильник», 1883). В 1887 году познакомился через Лазарева-Грузинского с А. П. Чеховым, который принял деятельное участие в литературной судьбе Ежова: свёл с А. С. Сувориным и другими издателями, неоднократно правил рукописи, давал советы, состоял с ним в переписке.
После переезда в Москву (1888), началась активная литературная деятельность Ежова. Его фельетоны, стихи, рассказы, юмористические сценки, заметки, подписи под рисунками регулярно появлялись почти во всех юмористических изданиях (под многочисленными псевдонимами). Он печатался также в журналах «Северный вестник» (1892―1893; в том числе рассказ «Без адреса. (Письма неизвестного)» ― 1892, прошедший чеховскую редактуру), «Север» (1895), «Живописное обозрение» (1896), «Южнорусский альманах» (189б), «Нива» (1905). Постоянный сотрудник «Петербургского листка» (1892―1894). С 189б года, сменив А. В. Амфитеатрова, стал на многие годы (до 1917) постоянным фельетонистом газеты «Новое время», посылая корреспонденции из Москвы за подписью «Не фельетонист». Несколько раз беседовал с Л. Н. Толстым. Позднее написал воспоминания «Встречи с великаном. (Моё знакомство с Л. Н. Толстым, его болезнь и смерть в Астапове)» (1911). Работу в «Новом времени» Ежов считал «своим апогеем».
В 1893 Ежов издал сборник «Облака и другие рассказы», в котором критиками было отмечено подражание Чехову в интонации, манере описания и принципах характеристики героев. Главные темы Ежова ― быт и нравы провинции и московских окраин (делёж наследства, семейные распри и различные повседневные ситуации); его герои ― люди средних них профессий и незаметных судеб (учителя, мелкие церковные служащие, газетные репортёры, лавочники, приказчики, чиновники, часто дети, старики). В 1889 году Чехов писал Н. А. Лейкину о «мещанистом тоне» языка Ежова и «однообразно-буром колорите описаний», и неоднократно советовал Ежову воспитывать у себя вкус «к хорошему языку». Сборник очерков и рассказов Ежова «Живые цветы» (1899), а также сборники юмористических рассказов «Гирлянда» (1898) и «Смешные сюжеты» (1901), объединившие часть журиальной юмористики Ежова, прошли не замеченными критикой.
В 1900-х гг. Ежов неоднократно выступал с воспоминаниями о Чехове, первые из которых опубликовал в «Новом времени» (1904) и журнале «Оса» (1909), издававшимися им совместно с Лазаревым-Грузинским. Мемуарный очерк «А. П. Чехов. (Опыт характеристики)» (1909) был воспринят литературной общественностью как пасквиль и вызвал протесты. В связи с этим Ежов был вынужден оправдываться в печати, он утверждал, что «старался быть объективным, беспристрастным», что желал сказать о Чехове правдивое слово, в котором нет ни лести, ни недоброжелательства». Однако с выпадами против Чехова Ежов выступил и в 1914 году в «Московских ведомостях». Позднее объяснял разноречивость своих суждений испытанной им тогда обидой ― ему стало известно письмо, в котором Чехов назвал его «плебеем». В. В. Билибин, хорошо знавший Ежова, писал Н. А. Лейкину еще в 1890 году: Это ― человек минуты, способный на необдуманную выходку и понимающий вообще, что он наделал, лишь тогда, когда остынет».
Сотрудничал в журнале «Исторический вестник» (1910―1916), в 1914―1915 гг. в качестве «московского бытописателя» публиковал очерки и фельетоны в газете «Голос Руси», в 191б―1918 гг. писал фельетоны и небольшие рассказы в газете «Петроградский голос». В дальнейшем от творческой деятельности отошёл, вынужденный, по его словам, «заниматься другой работой, тяжелой и надорвавшей … здоровье», не имевшей «ничего общего с литературоЙ». В 1940 году написал оставшиеся неопубликованными воспоминания о Чехове «Последнее свидание», а в 1941 ― доклад «Юмористы 80-х гг. прошлого столетия», содержащий ряд интересных подробностей о Лазареве-Грузинском, Лейкине, Л. И. Пальмине, В. А. Гиляровском, братьях Чеховых, Амфитеатрове, Суворине.